# Géo. Baudier
Géo. Baudier est un constructeur automobile français.

## Production

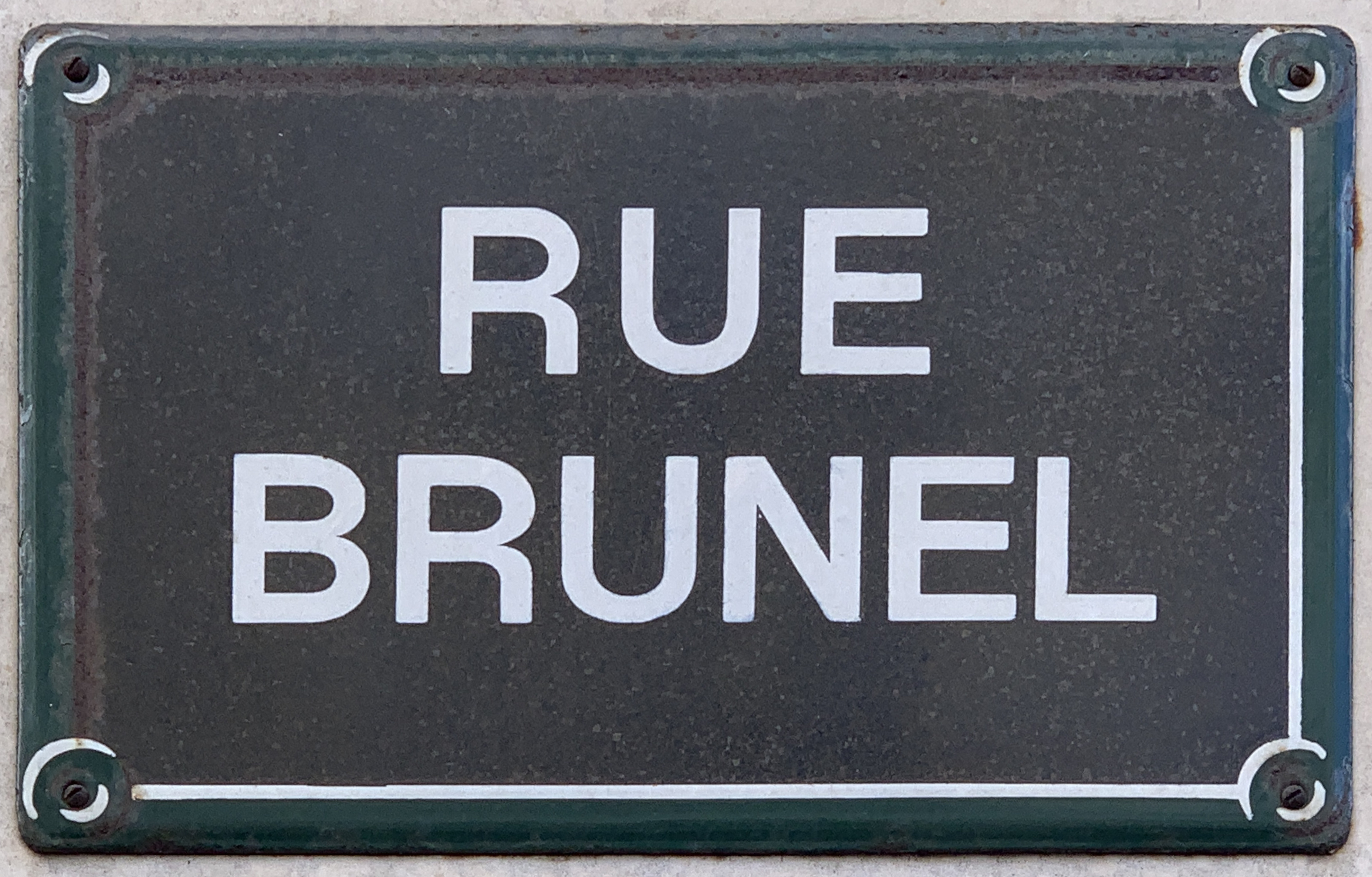
Rue Brunel.

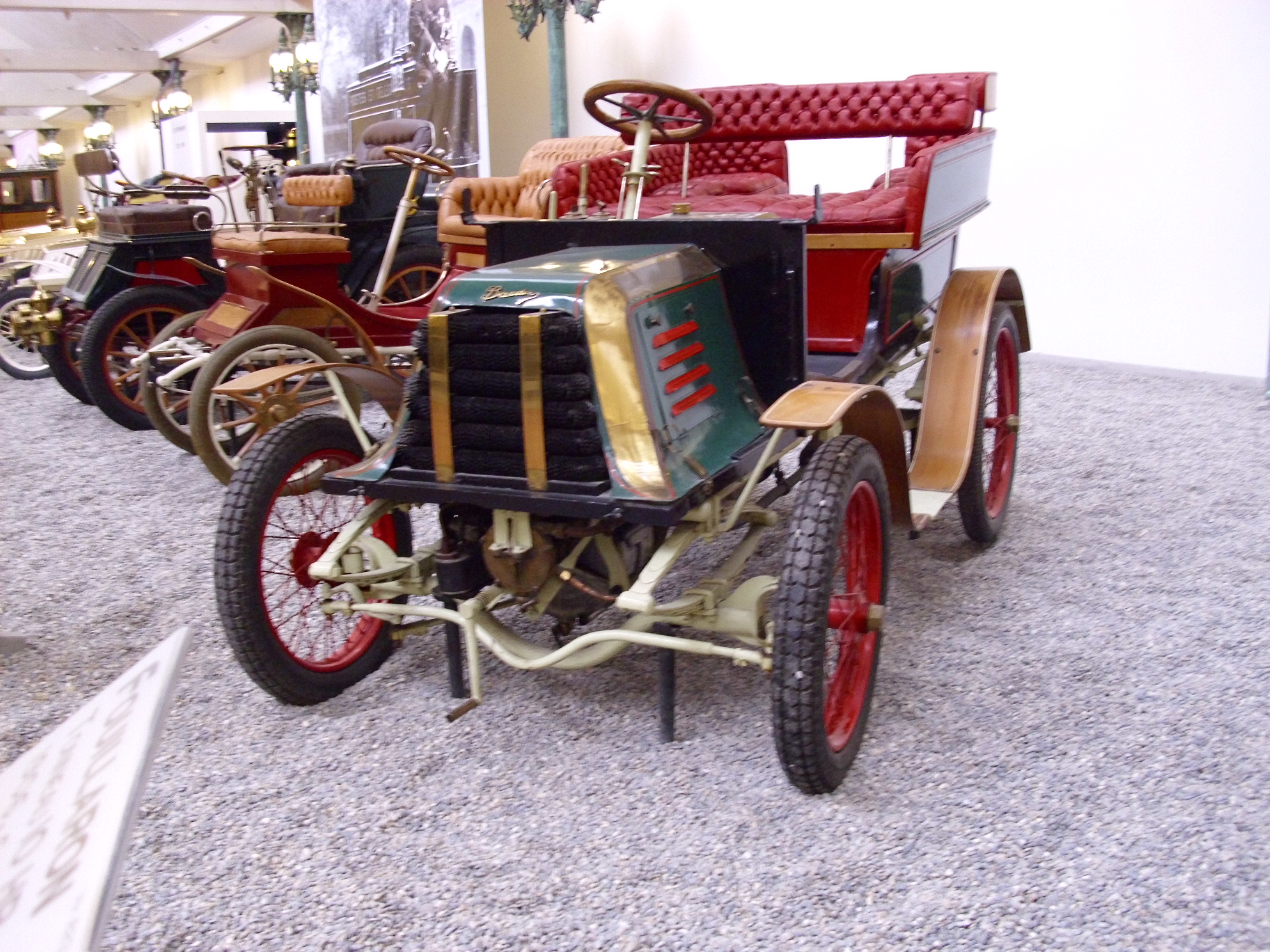
Automobile Baudier de 1900.

L’entreprise basée à Paris a commencé à produire des automobiles en 1900. Le nom de la marque était Baudier . L’usine était située au 29 rue Brunel. L’entraînement était assuré par un moteur monocylindre intégré refroidi à l’eau de De Dion-Bouton. Le moteur avait une cylindrée de 401 cm³ et produisait 3 ch. La transmission de puissance était effectuée avec un entraînement par arbre. Le corps ouvert de l’araignée offrait de la place pour trois personnes. Le prix était compris entre 2800 francs et 3500 francs en raison du matériel.
La production s’est terminée en 1901.